# Moody's
Moody's is een Amerikaanse kredietbeoordelaar, en is op dit gebied de grootste concurrent van Standard & Poor's (S&P).
Moody's hanteert een ratingsysteem dat licht afwijkt van dat van S&P. Deze ratings worden uitgegeven na bedrijfsonderzoek voor obligaties. Er zijn ook ratings voor banken die de kredietkwaliteit op de interbancaire markt aangeven. Er zijn verder nog  ratings voor verzekeraars en hedgefondsen. Men hanteert ook een ratingsysteem in samenwerking met Lloyds. Moody's is tevens bekend van het KMV-model voor kapitaalallocatie en Moody's Analytics dat softwareondersteuning voor kwantitatief kredietrisicomanagement produceert.

## Geschiedenis
Moody's werd in 1909 opgericht door John Moody om handleidingen te produceren met statistieken over aandelen en obligaties en obligatieratings. John Moody was de uitvinder van moderne kredietratings voor obligaties.
Moody's werd in 1962 overgenomen door Dun & Bradstreet. In 2000 verzelfstandigde Dun & Bradstreet Moody's Corporation als een afzonderlijk bedrijf dat aan de NYSE genoteerd stond onder MCO. In 2007 werd Moody's Corporation opgesplitst in twee operationele divisies: Moody's Investors Service, het ratingbureau, en Moody's Analytics, met al zijn andere producten.
In 2019 kocht Moody's Corporation het meerderheidsaandeel in het in Californië gevestigde bedrijf voor klimaatrisicodata, Four Twenty Seven (427), dat "de fysieke risico's meet" van "klimaatverandering".

## Ratingsysteem
In aflopende volgorde van kredietkwaliteit worden de volgende ratingklasses gehanteerd:
Aaa, Aa, ADeze verplichtingen zijn van hoge kwaliteit en brengen laag of bij Aaa zelfs minimaal kredietrisico met zich mee.
Baa, Ba, BDe verplichtingen brengen gemiddeld tot hoog kredietrisico met zich mee. Investeren in deze ratingklasse moet al tot speculatie  worden gerekend.
Caa, Ca, CDe kredietkwaliteit van verplichtingen in deze range is laag. Rating C komt overeen met default.
De ratings Aa tot en met Caa kunnen voorzien zijn van een cijfer 1, 2 of 3. Dit geeft de relatieve positie aan binnen de ratingklasse. In vergelijking met de S&P ratingklassen ontbreekt dus de klasse D.

## Schikking
In januari 2017 trof het bedrijf een schikking in een langdurig conflict over dubieuze ratings in aanloop naar de kredietcrisis. Moody’s betaalt in totaal US$ 864 miljoen, waarvan de helft bestemd is voor het Amerikaanse ministerie van Justitie en de rest gaat naar 21 staten. Moody’s heeft risicovolle financiële producten te rooskleurig beoordeeld en daarmee beleggers misleid. De schikking is geen schuldbekentenis, maar het bedrijf zegt verder dat er maatregelen worden genomen om de kwaliteit en onafhankelijkheid van de kredietbeoordelingen te verbeteren.